# The Prophet: The Best of the Works
The Prophet: The Best of the Works è il terzo album di raccolta del rapper statunitense Tupac Shakur, pubblicato nel 2003.

## Tracce
1. Only God Can Judge Me – 4:56 – Rappin' 4-Tay
2. Just Like Daddy – 5:08 – Outlawz
3. Me and My Girlfriend – 5:10
4. Against All Odds – 4:24
5. Tradin War Stories – 5:27 – Outlawz, C-Bo, CPO & Storm
6. Skandalouz – 4:09 – Nate Dogg
7. 2 of Amerikaz Most Wanted – 4:06 – Snoop Doggy Dogg
8. To Live & Die in LA – 4:35 – Val Young
9. California Love – 6:25 – Dr. Dre, Roger Troutman
10. Pour Out a Little Liquor – 3:31
11. Life of an Outlaw – 4:56 – Outlawz
12. All Eyez On Me – 5:09 – Big Syke
13. Wanted Dead Or Alive – 4:37 – Snoop Doggy Dogg
14. Staring Through My Rear View – 5:12 – Outlawz